# The Lady in Question
The Lady in Question (br: Protegida de Papai) é um filme estadunidense de 1940, dirigido por Charles Vidor e estrelado por Brian Aherne, Rita Hayworth e Glenn Ford. É um remake do filme francês Mulher Fatal de 1937.
Este foi o primeiro dos cinco filmes em que Glenn Ford e Rita Hayworth apareceram juntos. Eles também protagonizaram os filmes Gilda (1946), The Loves of Carmen (1948), Affair in Trinidad (1952) e The Money Trap (1965). 

## Elenco
- Brian Aherne como Andre Morestan
- Rita Hayworth como Natalie Roguin
- Glenn Ford como Pierre Morestan
- Irene Rich como s Michele Morestan
- Evelyn Keyes como Francois Morestan
- George Coulouris como Defense attorney
- Edward Norris vRobert LaCoste
- Curt Bois como Henri Lurette
- Frank Reicher como Presidente
- Sumner Getchell como Fat Boy
- Nicholas Bela como Nicholas Farkas